# Припслебен
Припслебен (њем. Pripsleben) општина је у њемачкој савезној држави Мекленбург-Западна Померанија. Једно је од 69 општинских средишта округа Демин. Према процјени из 2010. у општини је живјело 287 становника. Посједује регионалну шифру (AGS) 13052059.

## Географски и демографски подаци
Припслебен се налази у савезној држави Мекленбург-Западна Померанија у округу Демин. Општина се налази на надморској висини од 50 метара. Површина општине износи 10,0 km². У самом мјесту је, према процјени из 2010. године, живјело 287 становника. Просјечна густина становништва износи 29 становника/km².